# Município de Waterloo (condado de Athens, Ohio)
O município de Waterloo (em inglês: Waterloo Township) é um município localizado no condado de Athens no estado estadounidense de Ohio. No ano de 2010 tinha uma população de 2.562 habitantes e uma densidade populacional de 26,1 pessoas por km².

## Geografia
O município de Waterloo encontra-se localizado nas coordenadas 39° 20′ 09″ N, 82° 13′ 39″ O. Segundo a Departamento do Censo dos Estados Unidos, o município tem uma superfície total de 98.17 km², da qual 97,72 km² correspondem a terra firme e (0,46 %) 0,45 km² é água.

## Demografia
Segundo o censo de 2010, tinha 2.562 habitantes residindo no município de Waterloo. A densidade populacional era de 26,1 hab./km². Dos 2.562 habitantes, o município de Waterloo estava composto pelo 97,62 % brancos, o 0,82 % eram afroamericanos, o 0,12 % eram amerindios, o 0,12 % eram asiáticos, o 0,23 % eram de outras raças e o 1,09 % eram de uma mistura de raças. Do total da população o 0,62 % eram hispanos ou latinos de qualquer raça.